# Turrisipho dalli
Turrisipho dalli is een slakkensoort uit de familie van de Buccinidae. De wetenschappelijke naam van de soort is voor het eerst geldig gepubliceerd in 1881 door Friele in Tryon.